# Odontria picipes
Odontria picipes är en skalbaggsart som beskrevs av Thomas Broun 1893. Odontria picipes ingår i släktet Odontria och familjen Melolonthidae. Inga underarter finns listade i Catalogue of Life.